# 萨列戈斯
萨列戈斯，是西班牙卡斯蒂利亚-莱昂莱昂省的一个市镇。 总面积36平方公里，总人口3011人（001年），人口密度84人/平方公里。